# سیارک ۵۴۰۹
سیارک ۵۴۰۹ (به انگلیسی: 5409 Saale، نامگذاری:1962SR) پنج هزار و چهارصد و نهمین سیارک کشف شده‌است که در ۳۰ سپتامبر ۱۹۶۲ کشف شد.
قدر مطلق سیارک برابر ۱۲٫۹۰ است.